# (71556) Page
(71556) Page es un asteroide del cinturón de asteroides descubierto el 27 de febrero de 2000 por David S. Dixon en observatorio astronómico de Jornada, en Las Cruces, Nuevo México. 

## Designación y nombre
Designado provisionalmente como  2000 DW17, fue nombrado por Gary L. Page (nacido en 1947) quien es un físico y astrofísico de la Universidad George Mason, Fairfax, Virginia, que investiga la presencia y los efectos de la materia no bariónica en el sistema solar.

## Características orbitales
Page está situado a una distancia media del Sol de 3,034 ua, pudiendo alejarse hasta 3,330 ua y acercarse hasta 2,738 ua. Su excentricidad es 0,098 y la inclinación orbital 9,461 grados. Emplea 1930,56 días en completar una órbita alrededor del Sol.
Pertenece a la familia de asteroides de (221) Eos.
Los próximos acercamientos a la órbita de Júpiter ocurrirán el 30 de marzo de 2045, el 25 de julio de 2102 y el 24 de mayo de 2150.

## Características físicas
La magnitud absoluta de Page es 14,59. Tiene 4,170 km de diámetro y su albedo se estima en 0,212.